# Goran Drmić
Goran Drmić (Zenica, 4. siječnja 1988.) je bosanskohercegovački bivši nogometaš.
Prve nogometne treninge odradio je u Omišu.
Profesionalnu karijeru započeo je u NK Zagrebu. U Prvoj HNL je debitirao 17. ožujka 2007. u utakmici protiv NK Osijeka. Sezone 2007./08., prelazi u Istru 1961 za koju je nastupio deset puta. Iduće sezone potpisuje za tadašnjeg drugoligaša Karlovac.

## Vanjske poveznice
- Profil na Nogometnom magazinu